# جيري بروكهايمر
جيروم ليون «جيري» بروكهايمر (بالإنجليزية: Jerry Bruckheimer)‏ (وُلد في 21 سبتمبر 1943) هو منتج سينمائي وتلفزيوني أمريكي تمحورت أغلب أعماله حول أفلام الأكشن، والدراما، والفنتازيا، والخيال العلمي.
تتضمن بعض أشهر أفلامه وفلاش دانس، وتوب غان، وذا روك (الصخرة)، وكريمسون تايد، وكون إير، وأرمجدون، وإينيمي أوف ذا ستايت، وبلاك هوك داون (سقوط الصقر الأسود)، وبيرل هاربر، وسلاسل بيفرلي هلز كوب، وباد بويز (فتيان أشقياء)، وبايرتس أوف كاريبيان (قراصنة الكاريبي)، وناشيونال تريجر. يعمل أيضًا مخرجًا لدى شركة زيني ماكس ميديا. أنتجت استوديوهات ديزني وبارامونت العديد من أفلامه، بينما أُنتجت مسلسلاته التلفزيونية بالتعاون مع تلفزيون وارنر برذرز واستوديوهات سي بي إس التلفزيونية. في شهر يوليو من عام 2003، كرّمت مجلة فاريتي بروكهايمر بصفته أول منتج في تاريخ هوليوود ينتج أفضل فيلمين من ناحية الأرباح في عطلة أسبوعية واحدة، وهما بايرتس أوف ذا كاريبيان: ذا كيرس أوف ذا بلاك بيرل (قراصنة الكاريبي: لعنة اللؤلؤة السوداء) وباد بويز 2(فتيان أشقياء 2).
أشهر مسلسلاته التلفزيونية هي سي إس آي: كرايم سين إنفيستيغيشن (سي إس آي: التحقيق في موقع الجريمة)، وسي إس آي: ميامي، وسي إس آي: نيويورك، وسي إس آي: سايبر، وويذاوت أ ترايس (دون أثر)، وكولد كيس، والنسخة الأمريكية من برنامج ذي أميزينغ ريس (السباق المدهش). في وقت من الأوقات، صُنفت ثلاثة من مسلسلاته التلفزيونية ضمن قائمة العشرة الأفضل في الولايات المتحدة، وهو إنجاز فريد من نوعه في التلفزيون.
بروكهايمر هو أيضًا الشريك المؤسس والمالك صاحب الأغلبية (مع ديفيد بوندرمان) لفريق دوري الهوكي الوطني في سياتل.

## سيرة حياته

### نشأته
وُلد بروكهايمر في ديترويت، ميشيغان، ابنًا لمهاجرين ألمانيين يهوديين. تخرج في ثانوية مومفورد في ديترويت عام 1961 وهو في سن السابعة عشرة قبل انتقاله إلى أريزونا للدراسة الجامعية. كان بروكهايمر أيضًا عضوًا فعالًا في نادي جمع الطوابع. حصل على شهادة في علم النفس من جامعة أريزونا. كان عضوًا في أخوية زيتا بيتا تاو. كان بروكهايمر، وهو من هواة الأفلام في سن مبكرة مع اهتمام بالتصوير الفوتوغرافي، متمكنًا من توثيق لقطات حين أتيحت له الفرصة. عمل بروكهايمر بعد الجامعة في الدعاية في ديترويت (منتج مبدع) ومدينة نيويورك. في وكالة ديترويت، عمل على الإعلان الحصري ذي الدقيقة الواحدة لصالح شركة بونتياك جي تي أو الجديدة.
في بداية مسيرته المهنية، عمل بروكهايمر في إنتاج إعلانات تجارية تلفزيونية، كان أحدها لصالح شركة بيبسي.

### سبعينيات القرن العشرين: من الدعاية إلى إنتاج الأفلام
بدأ بروكهايمر بإنتاج الأفلام في سبعينيات القرن العشرين بعد تركه وظيفته في الدعاية، مع المخرج ديك رتشاردز. عملا معًا على أفلام ذا كلابيبر كاتل كومباني، وفيرويل، ماي لوفلي، ومارش أور داي. عمل بعد ذلك مع بول شريدر على فيلمين، أميريكان جيغلو وكات بيبول، كانا بداية انطلاقه في عالم هوليوود.
خلال ثمانينيات القرن العشرين وتسعينياته، كان منتجًا مشاركًا مع دون سمبسون في سلسلة من أفلام هوليوود الناجحة جدًا لصالح شركة بارامونت بيكتشرز. التقيا في عام 1973 في أثناء تصوير فيلم ذا هاردر ذَي كَم لدى وارنر برذرز. عمل الثنائي معًا وأحرزا أول نجاحات بروكهايمر الكبرى، فيلم فلاش دانس (1983)، الذي حقق أرباحًا بلغت قيمتها 95 مليون دولار أمريكي. حقق عددًا من النجاحات في تلك الفترة، من ضمنها أفلام بيفرلي هلز كوب، وتوب غان، ودايز أوف ثندر (أيام الرعد). يُعدّ فيلم توب غان أول تعاون له مع المخرج الإنجليزي توني سكوت الذي أخرج ستة أفلام لبروكهايمر. كان فيلم بيفرلي هلز كوب الأول، الذي كان من المفترض أن يؤدي بطولته سلفستر ستالون، بداية إيدي مورفي المهنية، وقد أصبح الفيلم الأعلى أرباحًا في فصل الشتاء في تاريخ شركة بارامونت بغضون خمسة أيام.
في أثناء عمله مع سمبسون، أصبح بروكهايمر معروفًا بلقب «السيد من الخارج» بسبب خبرته في صناعة الأفلام، بينما أصبح سبمسون معروفًا بلقب «السيد من الداخل» بسبب معارفه في صناعة الأفلام. كان فيلم ذا روك آخر فيلم لبروكهايمر بالتعاون مع سمبسون. بعد وفاة سمبسون في عام 1996، قرر بروكهايمر جعل فيلم ذا روك مخصصًا لذكرى سمبسون.

### تسعينيات القرن العشرين: أفلام ذات ميزانية كبيرة
أبرم بروكهايمر وسمبسون صفقة بقيمة 500 مليون دولار أمريكي مع شركة بارامونت لإنتاج خمسة أفلام من اختيارهما بالكامل. مع ذلك، لم يؤدِّ فيلم دايز أوف ثندر لعام 1990 من بطولة توم كروز النتيجةَ المطلوبة، وكان خطوة إلى الوراء في مسيرة قصص نجاح بروكهايمر وسمبسون. عاد الثنائي في عام 1994 بفيلم ذا ريف ذي الميزانية المنخفضة (12 مليون دولار أمريكي).
على الرغم من وفاة سمبسون المبكرة، استمر بروكهايمر بإنتاج عدد كبير من أفلام الحركة أغلبها بالتعاون مع المخرج مايكل باي محققًا العديد من النجاحات من ضمنها فيلم أرمجدون. تضمنت أفلامه الناجحة الأخرى ريميمبر ذا تايتنز (تذكر الجبابرة)، وبلاك هوك داون، وسلسلة بايرتس أوف ذا كاريبيان. حصل أيضًا على حقوق إنتاج فيلم يستند إلى لعبة تقمص الأدوار الشهيرة التي نشرتها شركة باليديام بوكس، ريفتس.

### العقد الأول من القرن الحادي والعشرين: السلاسل، والتلفزيون، وألعاب الفيديو
تشعب بروكهايمر في التلفزيون منذ عام 1996 محققًا رقمًا ضخمًا في مسلسلات دراما التحقيقات ومنها سي إس آي: كرايم سين إنفيستيغيشن الذي كان أكثرها نجاحًا. أنتج أيضًا برنامج اللعبة الواقعي ذي أميزينغ ريس. في شهر مايو من عام 2008، أعلنت سي بي إس أنها اختارت أحدث مسلسلات بروكهايمر، إيليفينث آور، لبثه في الموسم التلفزيوني 2008-2009. تدور قصة دراما الخيال العلمي حول عميل حكومي وأستاذ يحققان في الظواهر العلمية الغريبة والنشاطات الطبية.
منذ عام 2004 (ابتداءً بـ سي إس آي:نيويورك) وحتى عام 2009 (انتهاءً بـ ويذاوت أ ترايس)، أنتج بروكهايمر ستة برامج ناجحة على الهواء: سي إس آي: كرايم سين إنفيستيغيشن، وسي إس آي: ميامي، وسي إس آي: نيويورك، وكولد كيس، وويذاوت أ ترايس، وذي أميزينغ ريس. في وقت من الأوقات، احتلت ثلاثة من مسلسلاته التلفزيونية مراتب بين أفضل عشرة برامج أمريكية.

### العقد الثاني من القرن الحادي والعشرين: منتج مستقل، رياضة
في عام 2014، وبعد خيبة أمله بفيلمَي ذا سورسررز أبرينتس وذا لون رينجر (الحارس الوحيد)، انفصل جيري بروكهايمر واستديوهات ديزني عن طريق عدم تجديد عقدهما الأولي الذي انتهت صلاحيته في تلك السنة. وقّع عقدًا أوليًا جديدًا مع شركة بارامونت في السنة ذاتها، وأشار إلى فيلمَي بيفرلي هيلز كوب وتوب غان 2 الجديدين بأنهما مشروعان محتملان مع شريكه الجديد.
أصبح تلفزيون جيري بروكهايمر مستقلًا في شهر يونيو من عام 2016، مُنهيًا اتفاقية حصرية مدتها 15 عامًا مع وارنر برذرز.
عُيّن بروكهايمر واحدًا من المستثمرين لساحة رياضية مقترحة في لاس فيغاس، وذكرت شائعات أنه كان الخيار الأول لدوري الهوكي الوطني (إن إتش إل) لامتلاك فريق الهوكي الذي سوف يلعب في الساحة الرياضية. عُيّن بروكهايمر أيضًا واحدًا من المستثمرين في فريق توسيع إن إتش إل المقترح الذي يتخذ من سياتل مقرًا له والذي قُدِّم طلبه في أوائل عام 2018. صوت مجلس إدارة إن إتش إل للموافقة على فريق سياتل التابع لإن اتش إل في الرابع من ديسمبر عام 2018، وسوف يبدأ اللعب في موسم 2021-2022. كان جيري بروكهايمر جزءًا من مجموعة استثمارية تضمنت أيضًا تيم ليويك وديفيد بونديرمان (المالك صاحب الأقلية للدوري الأمريكي للمحترفين في بوسطن).

## تأثيره في صناعة الأفلام
إنتاجات عالية الأرباح

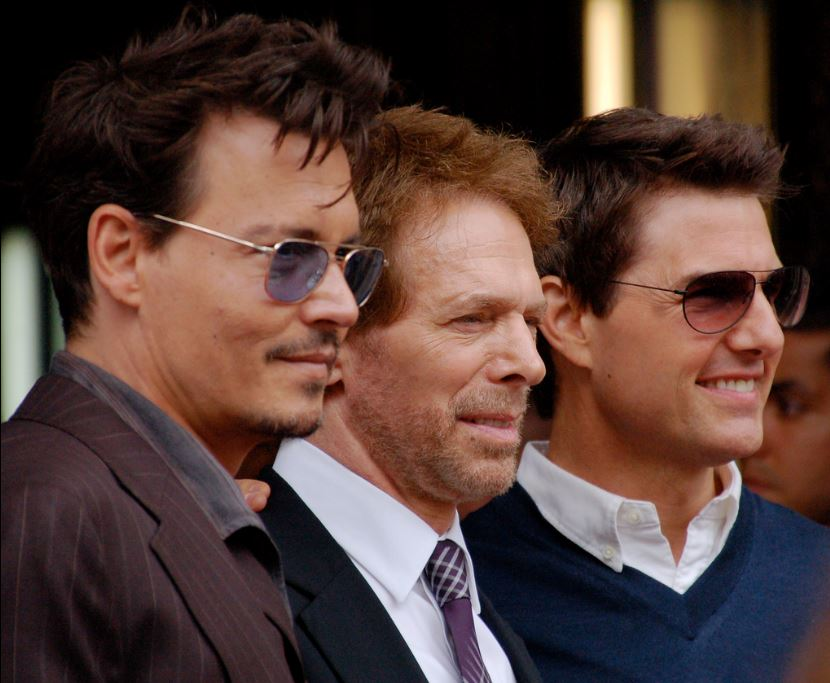
بروكهايمر مع جوني ديب وتوم كروز

أُنتِج فيلم توب غان بالتعاون مع البنتاغون لإعادة صياغة صورة البحرية الأمريكية بعد حرب فيتنام، واجتذاب مجندين جدد إلى البحرية. كان توب غان أول تعاون كامل بين هوليوود والبحرية الأمريكية. أطلق النموذج الذي وضعه جيري بروكهايمر في إنتاج توب غان اتجاهًا جديدًا لأفلام الحرب في التسعينيات وما بعدها.
في شهر يوليو من عام 2003، كرّمت مجلة فاريتي بروكهايمر بصفته أول منتج في تاريخ هوليوود ينتج أفضل فيلمين من ناحية الأرباح في عطلة أسبوعية واحدة، وهما فيلم الشرطي الصديق باد بويز 2 وفيلم بايرتس أوف ذا كاريبيان: ذا كيرس أوف ذا بلاك بيرل. وفقًا لمجلة فاريتي، تتميز «لمسة بروكهايمر» بـ«ديناميكية بصرية فعالة للغاية ذات مستوى عالٍ في رواية القصص والحكايات المذهلة تحركها قصة النصر الذي تحظى بشعبية كبيرة في شارع ماديسون».
حققت سلسة أفلام بايرتس أوف ذا كاريبيان، التي أنتجتها أفلام والت ديزني، أرباحًا هائلة، وأظهرت قدرة بروكهايمر على إنتاج مشاريع مربحة. صدر بايرتس أوف ذا كاريبيان: ذا كيرس أوف ذا بلاك بيرل، وهو أول فيلم من السلسلة، في التاسع من يوليو عام 2003، ولاقى إقبالًا كبيرًا من قبل النقاد ورواد السينما. بعد النجاح غير المتوقع للفيلم الأول، كشفت أفلام والت ديزني أن هناك ثلاثية ضمن أعمالها. صدَرَ بايرتس أوف ذا كاريبيان: ديد مانز تشيست (قراصنة الكاريبي: صندوق الرجل الميت) في السابع من يوليو عام 2006، مثبتًا نجاحه الكبير بتحطيم أرقام قياسية في جميع أنحاء العالم في يوم عرضه الأول. حصل في النهاية على إجمالي 1,066,179,725 دولار أمريكي في شباك التذاكر حول العالم، ليصبح ثالث أسرع فيلم يصل إلى هذا المبلغ. صدَرَ ثالث فيلم من هذه السلسلة، بايرتس أوف ذا كاريبيان: أت وورلدس إند (قراصنة الكاريبي: في نهاية العالم)، في جميع أنحاء العالم في الخامس والعشرين من مايو عام 2007. بلغت الأرباح الكلية للسلسلة 2.79 مليار دولار أمريكي حول العالم. أُضيف إليها فيلما بايرتس أوف ذا كاريبيان: أون سترينجر تايدز (قراصنة الكاريبي: في بحار غريبة) وبايرتس أوف ذا كاريبيان: ديد مان تيل نو تيلز (قراصنة الكاريبي: الرجال الأموات لا يحكون حكايات) اللذان صدرا في عامي 2011 و2017 على التوالي.

### آراؤه الشخصية
عندما سُئل بروكهايمر عن أفلامه المفضلة، ذكر الأفلام الآتية: ذا غادفاذر (العراب) (1972)،  ذا فرينش كونيكشن (الرابط الفرنسي) (1971)، وغود ويل هانتينغ (1997) وذا 400 بلوز (1959). وحين سُئل عن التزام صناعة الأفلام تجاه الجمهور، أجاب: «نحن نعمل في مجال النقل. ننقل الجماهير من مكان إلى آخر». وعندما سُئل عن سبب صناعته للأفلام، صرّح: «إن كنت أصنع الأفلام للنقاد، أو لأشخاص آخرين، فلربما كنت أعيش الآن في شقة صغيرة في هوليوود».
قال بروكهايمر في مقابلة له في عام 1984 مع صحيفة لوس أنجلوس تايمز: «وَضَعنا (هو ودون سمبسون) معًا جميع العناصر. إننا نقرر الجمالية المناسبة للصورة. نحن جزء من سير العملية كما المخرج».
في شهر مايو من عام 2006، كُرّم بشهادة دكتوراه في الفنون الجميلة (دي إف إيه) من كلية الفنون الجميلة في جامعة أريزونا.

## التزاماته الأخرى

### نشاطاته الخيرية
شملت أعمال بروكهايمر الخيرية دعمًا علنيًا لمكافحة مرض التصلب المتعدد من خلال عمله مع مؤسسة نانسي دافيس للتصلب المتعدد. تعهد أيضًا بالمساعدة في قضايا مختلفة بإنشاء مؤسسة جيري بروكهايمر. على أي حال، ووفقًا لموقع ذا سموكينغ غان، كانت آخر مساهمة لمؤسسة جيري بروكهايمر في عام 1995، حين قدمت مبلغًا قدره 9,350 دولارًا أمريكيًا لمدرسة فان نويس الإعدادية.
ساعد بروكهايمر في إصلاح سفينة كليبر التاريخية كاتي سارك وترميمها. عُرضت مجموعة من الصور التقطها بروكهايمر في لندن في نوفمبر عام 2007 للمساعدة في جمع الأموال من أجل مشروع الحفاظ على سفينة كاتي سارك. عرض المعرض أكثر من ثلاثين صورة التُقطت في أثناء تصوير فيلم بايرتس أوف ذا كاريبيان: أت وورلدس إند.

### مساهماته السياسية
تبرع بروكهايمر بأكثر من 50,000 دولار أمريكي لصالح اللجان والحملات الجمهورية. وتبرع بأموال لحملة جون ماكين الانتخابية الرئاسية لعام 2008. أعطى 5,000 دولار أمريكي للجنة مشتركة لجمع التبرعات نيابة عن جون ماكين. تبرّع بروكهايمر بمبلغ 25,000 دولار أمريكي لصندوق ميت رومني للنصر لعام 2012.

## روابط خارجية
- جيري بروكهايمر على موقع IMDb (الإنجليزية)
- جيري بروكهايمر على موقع الموسوعة البريطانية (الإنجليزية)
- جيري بروكهايمر على موقع مونزينجر (الألمانية)
- جيري بروكهايمر على موقع ألو سيني (الفرنسية)
- جيري بروكهايمر على موقع ميوزك برينز (الإنجليزية)
- جيري بروكهايمر على موقع أول موفي (الإنجليزية)
- جيري بروكهايمر على موقع بوكس أوفيس موجو (الإنجليزية)
- جيري بروكهايمر على موقع قاعدة بيانات الأفلام السويدية (السويدية)
- جيري بروكهايمر على موقع إن إن دي بي (الإنجليزية)
- جيري بروكهايمر على موقع ديسكوغز (الإنجليزية)